# 자투라: 스페이스 어드벤쳐
《자투라: 스페이스 어드벤쳐》(영어: Zathura: A Space Adventure)는 2005년 개봉한 미국의 SF 모험 영화다. 존 패브로가 연출하고, 조시 허처슨, 조나 보보, 댁스 셰퍼드, 크리스틴 스튜어트, 팀 로빈스가 출연했다. 《쥬만지》의 원작자로 알려진 크리스 반 알스버그의 그림동화 《자투라》가 원작이며, 두 작품은 우연히 건드린 보드게임의 내용이 현실화된다는 형식을 공유하고 있다. 원작 동화는 《쥬만지》의 속편 격으로 제작되었으나, 영화판에서는 쥬만지 관련 내용은 언급되지 않았다. 다만 개봉 당시에는 '우주판 쥬만지'처럼 홍보되었다.

## 줄거리
월터와 대니는 사이 나쁜 형제다. 형인 월터는 어른티를 내고 싶어 하지만 동생인 대니는 형과 더 놀고 싶어 한다. 형제 위로는 까칠한 누나 리사가 있고, 부모님은 이혼 후 별거중으로 아이들은 아버지와 어머니의 집을 오가고 있다. 휴일인 어느 날 아버지는 티격태격하는 형제와 놀아주다가 일이 생겨 리사에게 동생들을 맡기고 출근해버리고, 월터는 텔레비전에 열중한다. 심심했던 대니는 형에게 시비를 걸었다가 걸려서 승강기를 타고 지하실로 보내진다. 그곳에서 대니는 '자투라'라는 우주여행 보드게임을 찾아낸다.
대니가 자투라를 들고 와서 게임을 시작하는데, 유성우를 조심하라는 지시가 쓰인 카드가 나오더니 정말로 거실에 유성이 쏟아졌다. 가까스로 피한 뒤 현관물을 열어보자 집이 통째로 우주를 떠다니고 있었다. 누나 리사에게 도움을 청해보지만 믿어주질 않고, 도리어 창 밖을 보고 벌써 밤이 되었다고 생각한 리사는 외출 준비를 하다가 카드를 잘못 뽑아서 5턴간 동면 지시를 받고 꽁꽁 얼어 버린다. 지구로 돌아가려면 게임을 끝내야 한다는 걸 깨달은 형제는 게임을 계속하고, 살인로봇의 습격을 받고 또 조르곤이라는 도마뱀형 외계인의 우주선의 포격을 당한다. 도중에 어느 우주 미아를 구출하게 되는데, 이 우주인의 도움으로 조르곤의 위협으로부터는 벗어난다. 우주인이 집의 음식을 다 먹어치울 듯하자 월터는 그를 쫓아내려고 했지만 대니가 막아서 우주인은 형제의 게임을 돕게 된다.
우주인과 같이 게임을 하지만 형제의 사이는 점점 벌어지고, 대니가 반칙을 한 것 때문에 월터가 탈락할 위기에 처했다가 우주인 덕분에 살아난다. 이 때문에 월터는 크게 화를 내고, 마침 별똥별에 소원을 빌 찬스가 생겼을 때 대니를 없애버릴 뻔하지만, 우주인이 참견해서 럭비공을 받는 걸로 끝난다. 우주인은 과거 이 게임의 참가자였으나 월터처럼 소원을 빌어 동생을 없애버리는 바람에 지금까지 떠돌았다고 말한다. 이즈음 리사가 동면에서 깨어나는데, 여전히 상황 파악을 못하고 보일러를 켰다가 또 다시 조르곤 외계인의 공습을 당한다. 혼비백산해서 형제를 다그치려다가 우주인의 눈빛에 반해버려서 그들과 행동을 같이 하게 된다. 조르곤의 공습 때문에 게임판이 지하실에 던져지는데, 이를 들키지 않고 가져오려면 몸집이 작은 대니가 승강기를 타야 했다. 대니는 다행히 게임판을 가져오는 데 성공하지만, 조르곤들에게 둘러 쌓이게 되는데, 형제가 힘을 합쳐 살인로봇을 재가동시켜 조르곤을 일망타진한다.
다시 별똥별 소원 카드가 나오자 월터는 우주인에 대한 감사 표시로 우주인의 잃어버린 동생을 되돌려준다. 그런데 놀랍게도 또 다른 대니가 등장하고, 원래 있던 대니와 맞대자 사라진다. 우주인의 정체는 잘못된 선택을 했던 세계의 월터였고, 우주인은 사라진다. 게임은 마지막으로 대니가 주사위를 던져 끝이 난다. 그러자 집이 통째로 블랙홀에 빠져버릴 뻔하다가, 형제가 정신을 차리니 지구로 돌아와 있었다. 이제 월터와 대니는 사이좋은 형제가 되었고, 자투라 일은 리사와 같이 비밀로 하기로 한다.

## 출연
- 조시 허처슨 - 월터
- 조나 보보 - 대니
- 댁스 셰퍼드 - 우주인
- 크리스틴 스튜어트 - 리사
- 팀 로빈스 - 아빠
- 존 알렉산더, 프랭크 오즈(성우) - 로봇
- 데릭 미어스, 더글러스 테이트, 제프 울프, 애덤 윌스 - 조르곤 종족

## 평가
듀나는 듀나의 영화 낙서판에 쓴 리뷰에서 5점 만점에 3점을 주며, 원작의 단순한 형식을 효율적으로 입체화한 각본을 칭찬했다. 특히 동일 원작자의 《쥬만지》에 비교하여 영화적으로 더 나으며, '황금시대 SF의 고풍스럽고 직설적인 매력을 잔뜩 가지고 있다'고 호평하였다.